# Akel Clarke
Akel Kayode Clarke (Georgetown; 25 de octubre de 1988) es un futbolista profesional guyanés. Juega como guardameta para la Mount Pleasant Football Academy de la National Premier League.

## Carrera profesional
Clarke ha jugado en clubes de Guyana, Trinidad, Surinam y Jamaica.

## Internacional
Debutó con la selección de fútbol de Guayana el 29 de mayo de 2011 en un amistoso contra Barbados, como titular.
Fue seleccionado para la selección de Guayana en la Copa Oro de la CONCACAF 2019 y fue titular en el primer partido del país en la historia del torneo, contra Estados Unidos, el 18 de junio de 2019.
A pesar de la cancelación de un partido en Barbados para las Eliminatorias de la Copa Oro de la CONCACAF 2021 en marzo de 2020, Clarke mantuvo un regimiento de entrenamiento en preparación para su regreso al fútbol después de la COVID-19. A finales de 2020 firmó con el club de la National Premier League Mount Pleasant Football Academy (con sede en St. Ann, Jamaica) tras ser liberado de Western Tigers.